# مجلس الشيوخ الفرنسي

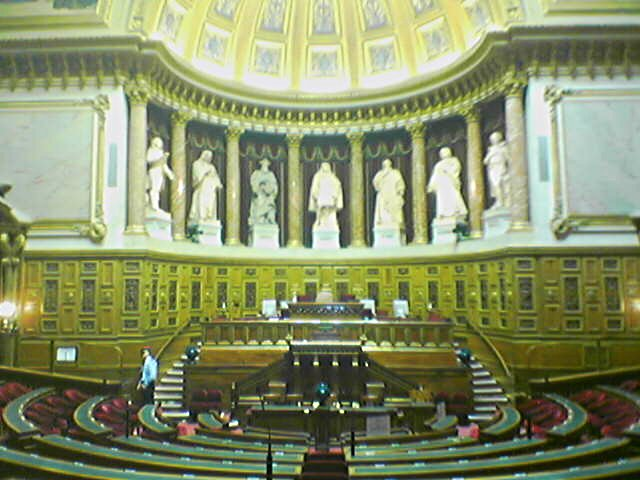
منصة مجلس الشيوخ الفرنسي

مجلس الشيوخ الفرنسي (بالفرنسية: Sénat) هو الغرفة العليا في البرلمان الفرنسي، يشكل إلى جانب الجمعية الوطنية الفرنسية - الغرفة الدنيا - الهيئة التشريعية لفرنسا. يتألف المجلس من 348 عضوًا ينتخبهم 150 ألف عضو من أعضاء الجمعية الوطنية والسياسيون المحليون في انتخابات غير مباشرة وكذلك من قبل المواطنين الفرنسيين الذين يعيشون في الخارج. فترة الانعقاد لأعضاء مجلس الشيوخ هي ست سنوات مع التجديد النصفي للمقاعد بالانتخاب كل ثلاث سنوات.
يتمتع مجلس الشيوخ بأهمية أقل من المجلس الأدنى (الجمعية الوطنية) التي يتم انتخابها بالاقتراع العام المباشر، والتي يتعين على الحكومة الاعتماد على أغلبيتها، في حالة الخلاف يمكن للمجلس في كثير من الحالات أن تكون له الكلمة الأخيرة، على الرغم من أن مجلس الشيوخ يحتفظ بدور في بعض الإجراءات الرئيسية مثل التعديلات الدستورية والتشريعات الخاصة به.
تم إدخال نظام الغرفتين لأول مرة في فرنسا في عام 1795، يعود نمط الاختيار الحالي لمجلس الشيوخ إلى بداية الجمهورية الثالثة، عندما تحولت إلى ما أطلق عليه ليون غامبيتا اسم «المجلس الكبير لمجتمعات الكوميونات في فرنسا». تميل المناقشات في مجلس الشيوخ إلى أن تكون أقل توتراً وتتلقى بشكل عام تغطية إعلامية أقل.
منح تعديل دستوري صدر عام 2003 مجلس الشيوخ قدرًا أكبر من الاستقلالية، وخفّض مدة المنصب من تسع إلى ست سنوات والحد الأدنى لسن العضوية من 35 إلى 30 عامًا. بسبب جمهور الريف، كان لمجلس الشيوخ دائمًا أغلبية يمينية محافظة منذ تشكيله عام 1959 باستثناء واحد فقط في الدورة التشريعية من 2011 حتى 2014.
وفقًا للدستور، من المقرر تدخل رئيس مجلس الشيوخ كرئيس بالنيابة للجمهورية الفرنسية في حالة حدوث عجز أو شغور للمنصب، وهو ما حدث آخر مرة في عام 1974. 

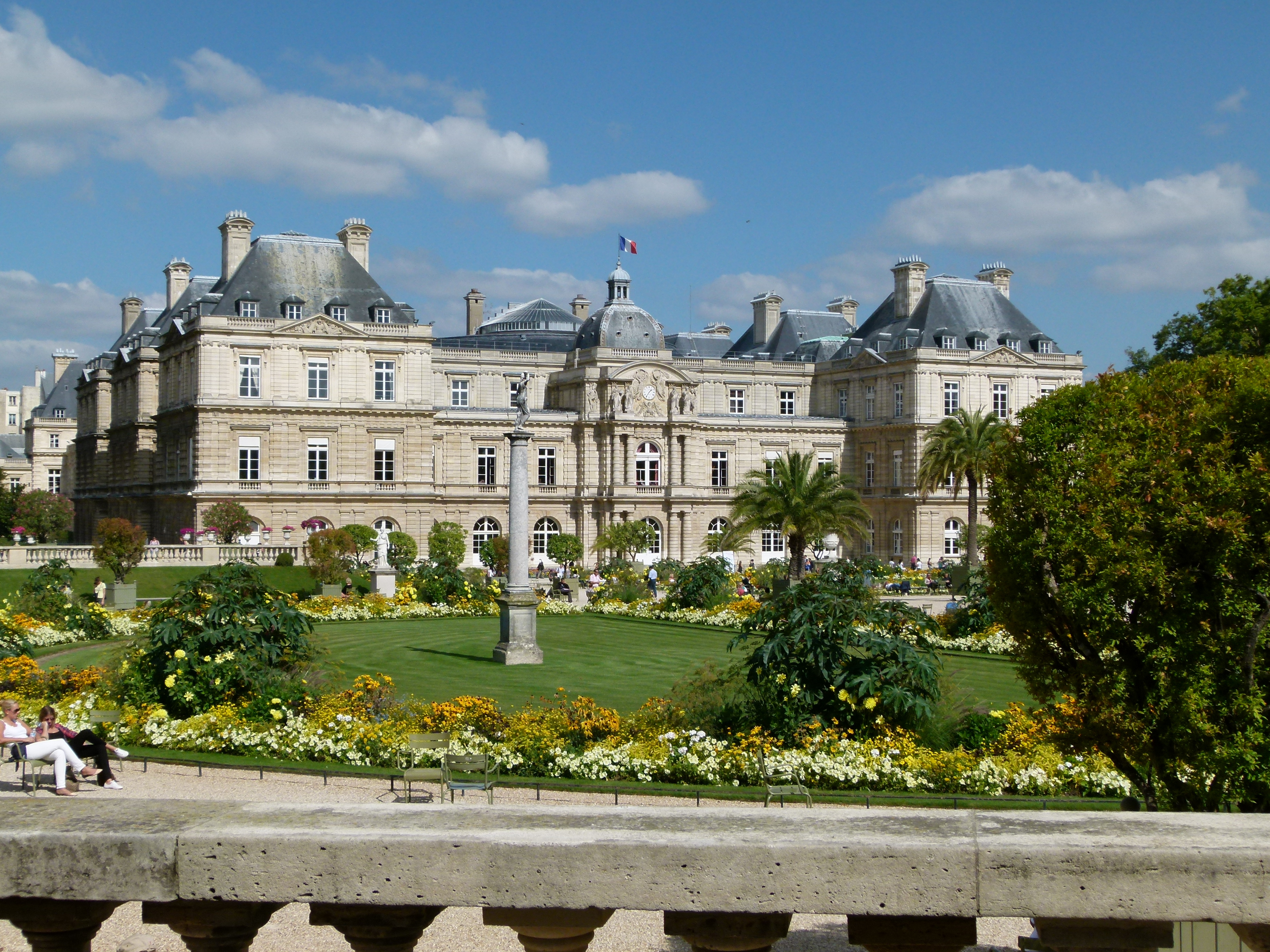
قصر لوكسمبورغ، باريس، مقر انعقاد مجلس الشيوخ الفرنسي

رئيس مجلس الشيوخ الحالي هو جيرارد لارشيه. يقع مجلس الشيوخ داخل قصر لوكسمبورغ في الدائرة السادسة بباريس، ويقولى حراسته الحرس الجمهوري. تقع أمام المبنى حديقة مجلس الشيوخ (بالفرنسية: Jardin du Luxembourg) وهي مفتوحة للجمهور.

## التاريخ
كانت أول تجربة لفرنسا مع مجلس الشيوخ تحت إدارة حكومة المديرين الفرنسية من 1795 إلى 1799، عندما كان مجلس القدماء هو الغرفة العليا. كانت هناك مجالس في كل من الإمبراطوريتين الأولى والثانية (عُرِف الأول باسم مجلس الشيوخ المحافظ والذي أصبح لاحقًا مجلس الشيوخ الفرنسي)، لكنها كانت هيئات تشريعية اسمية فقط ومن الناحية الفنية لم تكن تشريعية، بل هيئات استشارية على نموذج مجلس الشيوخ الروماني.
مع استعادة بوربون في 1814، تم إنشاء غرفة جديدة للأقران على غرار مجلس اللوردات البريطاني. في البداية كانت تضم أقرانًا وراثيين، ولكن بعد ثورة يوليو 1830، أصبحت هيئة تم تعيين أعضائها مدى الحياة. عادت الجمهورية الثانية إلى نظام البرلمان من غرفة واحدة بعد عام 1848، ولكن بعد فترة وجيزة من إنشاء الإمبراطورية الفرنسية الثانية في عام 1852 تم إنشاء مجلس الشيوخ ليكون الغرفة العليا. في الجمهورية الرابعة، تم استبدال مجلس الشيوخ بمجلس الجمهورية، لكن وظيفته كانت هي نفسها إلى حد كبير. مع الدستور الجديد للجمهورية الخامسة الذي دخل حيز التنفيذ في 4 أكتوبر 1958، تمت استعادة الاسم الأقدم لمجلس الشيوخ.
في 2011 فاز الحزب الاشتراكي بغالبية مقاعد مجلس الشيوخ لأول مرة منذ تأسيس الجمهورية الخامسة. في 2014 استعاد الديغوليون من يمين الوسط وحلفاؤه السيطرة على مجلس الشيوخ واحتفظوا بالأغلبية في 2017.

## أعمال المجلس
يتمتع مجلس الشيوخ بصلاحيات أقل من الجمعية الوطنية وكذلك بتغطية إعلامية أقل حيث أن لمجلس الشيوخ الفرنسي دور مشابه لدور الجمعية الوطنية فكلاهما يعملان على دراسة مشروعات القوانين فيقوم أعضاء مجلس الشيوخ بفحص تلك المشروعات بعد اعدادها من قبل نواب الجمعية الوطنية ويمكن لأرائهم بشأنها أن تسفر عن تعديلات في صياغة تلك القوانين لكن عند حدوث خلاف فيصار إلى القبول برأي النواب في الجمعية الوطنية ومن هذا المنطلق فإن عضو مجلس الشيوخ يضطلع في الأساس بدور المشّرع لكن صلاحياته في هذا المجال تقتصر على اقتراح التعديلات على مشروعات القوانين والمقترحات التي يتقدم بها نواب الجمعية الوطنية بيد أن بيد أعضاء المجلس صلاحية تغيير الدستور عبر ما يعرف بالقرار المشيخي

## المجلس والحكومة
لا يمكن لأعضاء المجلس إجراء تصويت على حجب الثقة عن الحكومة لكن يمكنهم مراقبة عمل الحكومة من خلال مسائلات كتابية إلى الوزراء كما لا يمكن للحكومة في المقابل حل المجلس قبل نهاية دورته الدستوريه ورئيس المجلس هو الرجل الثاني في الجمهورية فهو نائب الرئيس الفرنسي وفي حال شغور منصب رئاسة الجمهورية بسبب الوفاة أو الاستقالة فإن رئيس مجلس الشيوخ هو من يدير دفة البلاد حينها ويصبح مؤقتا رئيس الجمهورية.

## التكوين
حتى سبتمبر 2004 كان مجلس الشيوخ يضم 321 عضوًا يتم انتخاب كل منهم لمدة تسع سنوات وتم تخفيض المدة إلى ست سنوات ، بينما - لعكس النمو في عدد سكان البلاد - من المقرر أن يزداد عدد أعضاء مجلس الشيوخ تدريجياً، ليصل إلى 348 بحلول 2011. كان أعضاء مجلس الشيوخ يُنتخبون في الثلث كل ثلاث سنوات وتم تغيير هذا أيضًا إلى النصف كل ثلاث سنوات.

### رئيس المجلس
يتم انتخاب رئيس مجلس الشيوخ من قبل أعضاء مجلس الشيوخ ويجب أن يكون الرئيس من بين أعضاء المجلس. رئيس المجلس الحالي هو جيرارد لارشيه. رئيس مجلس الشيوخ بموجب دستور الجمهورية الخامسة هو الأول في تسلسل الخلافة في حالة الوفاة أو الاستقالة أو العزل من المنصب (لأسباب صحية فقط) لرئيس الجمهورية الفرنسية، ليصبح رئيسًا للجمهورية بالإنابة حتى يمكن إجراء انتخابات جديدة. حدث هذا مرتين لألان بوهير، مرة عند استقالة شارل ديغول ومرة أخرى عند وفاة جورج بومبيدو.

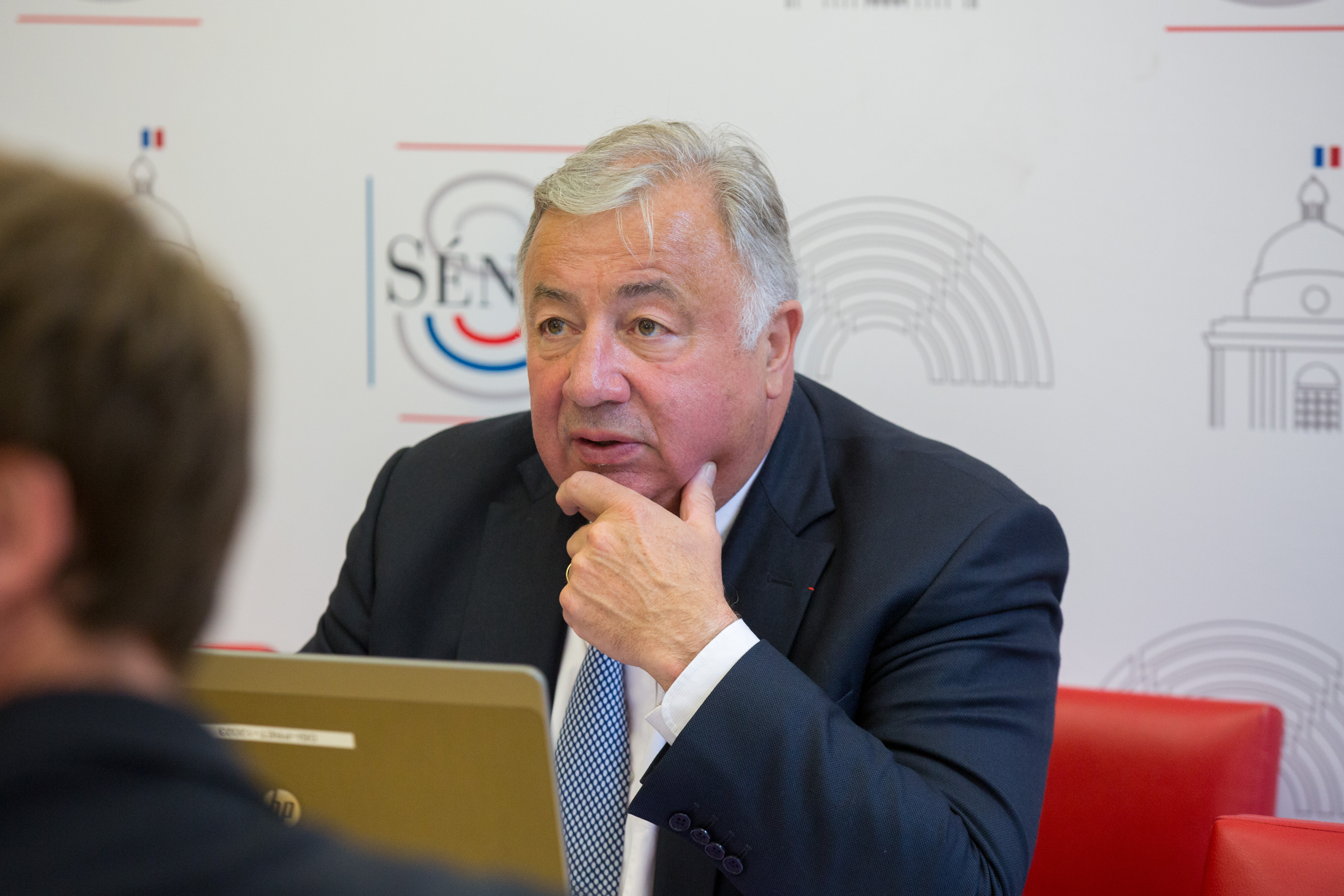
جيرارد لارشيه هو رئيس مجلس الشيوخ منذ عام 2014

كما يحق لرئيس مجلس الشيوخ تعيين ثلاثة من تسعة أعضاء للمجلس الدستوري لمدة تسع سنوات.

### الانتخاب
يتم انتخاب أعضاء مجلس الشيوخ بشكل غير مباشر من قبل ما يقرب من 150 ألف مسؤول معروفون باسم المختارون (بالفرنسية: électeurs)، بما في ذلك أعضاء المجالس الإقليمية، ومستشارو الأقسام، ورؤساء البلديات، ومستشارو البلديات في البلديات الكبيرة، فضلاً عن أعضاء الجمعية الوطنية. ومع ذلك فإن نسبة 90٪ من الناخبين هم مندوبون يعينهم أعضاء المجلس. يقدم هذا النظام تحيزًا في تكوين مجلس الشيوخ لصالح المناطق الريفية. نتيجة لذلك بينما تتغير الأغلبية السياسية بشكل متكرر في الجمعية الوطنية.
أثار هذا الجدل خاصة بعد انتخابات عام 2008 التي فشل فيها الحزب الاشتراكي، على الرغم من سيطرته على جميع المناطق الفرنسية باستثناء منطقتين، إلا أن غالبية المقاطعات وكذلك البلديات التي تمثل أكثر من 50 ٪ من السكان لا تزال تفشل في تحقيقها. كما اتهم مجلس الشيوخ بأنه «ملجأ» للسياسيين الذين فقدوا مقاعدهم في الجمعية الوطنية. سيطر اليسار بقيادة الحزب الاشتراكي على مجلس الشيوخ لأول مرة منذ عام 1958 خلال انتخابات 2011، مما أدى إلى انتخاب جان-بيير بل في رئاسته. كان فوزًا قصير الأمد، حيث استعاد اليمين بقيادة حزب الاتحاد من أجل حركة شعبية أغلبية مجلس الشيوخ بعد ثلاث سنوات.

## انتقاد
بصفته مجلسًا منتخبًا بشكل غير مباشر غالبًا ما يتم انتقاد مجلس الشيوخ من قبل الأحزاب السياسية مثل حزبي فرنسا الأبية والتجمع الوطني باعتباره غير تمثيلي بما فيه الكفاية. يميل الجمهوريون والحزب الاشتراكي إلى الرغبة في إصلاح مجلس الشيوخ لجعله أكثر فاعلية دون التشكيك في وجوده.